# Granjas de Hälsingland
Las granjas de Hälsingland son una herencia cultural y un ejemplo de la forma de construir tradicional sueca en la vieja sociedad campestre de Hälsingland. 
Una granja de Hälsingland es una granja, o antigua granja, que se encuentra en la provincia histórica de Hälsingland con sus valores culturales e históricos conservados. Las viviendas han sido símbolos del concepto, pero es la granja en su totalidad, como unidad de producción, con sus terrenos y edificios de dependencias los que constituyen una «granja de Hälsingland». Reflejan las tradiciones de construcción campestre, completamente basadas en la madera, y constituye una expresión de arquitectura popular, es decir la construcción de los campesinos, tal como se desarrolló según las circunstancias dadas. Es difícil hacer una descripción de una granja de Hälsingland tipo, ya que presentan diferencias según sus localizaciones en la comarca y también según la época en que fueron construidas.
Lo que diferencia a las granjas de Hälsingland ha sido la voluntad de construir de una manera magnífica. En ninguna otra parte del mundo hay una semejante concentración de granjas con edificios grandes como en Hälsingland. En las fincas hay edificios de vivienda grandes y profusamente adornados, a menudo dos o tres casas, a veces empleadas como viviendas familiares o como casitas para pasar la noche y edificios para reuniones. A menudo las viviendas fueron construidas en dos pisos, pero también existían casitas para dos familias en una única planta.
Las viviendas, bien construidas, a menudo barrócamente decoradas con la base del techo perfilado, marcos de ventanas esculpidos o serrados en perfil y entrada hermosamente formada, representan principalmente la construcción del siglo XIX, pero también existen fincas más arcaicas, incluso de los siglos XIV y XV, con edificios bajos sin pintura, construidos en cuadriláteros alrededor de un patio y edificios del comienzo del siglo XX con adornos abundantes de carpintería y barandas grandes.
Muchas parroquias tenían sus propias maneras de construir, y las características distintas se notaban principalmente en las partes de entrada acentuadas, sobre todo en los vestíbulos. En algunas parroquias, sobre todo las de la costa, carecían por completo de vestíbulos, tenían en lugar de estos, puertas y encuadramientos más suntuosos.
Las fincas de Hälsingland guardan todavía, a menudo, sus interiores bien conservados, con los murales, los estarcidos, la cenefas y los papeles pintados conservados en sus sitios originales. Allí se puede ver motivos bíblicos transformados en un ambiente de Hälsingland con cuentos jocosos y llamadas amenazantes mezclados con las pinturas kurbits, las flores y guirnaldas de los pintores ambulantes  dalecarlianos. Papeles caros importados fueron mezclados con estarcidos y con cenefas sobre paredes, techos y muros de chimeneas. La cantidad de interiores bien conservados, en sus ubicaciones originales, es único en el mundo.

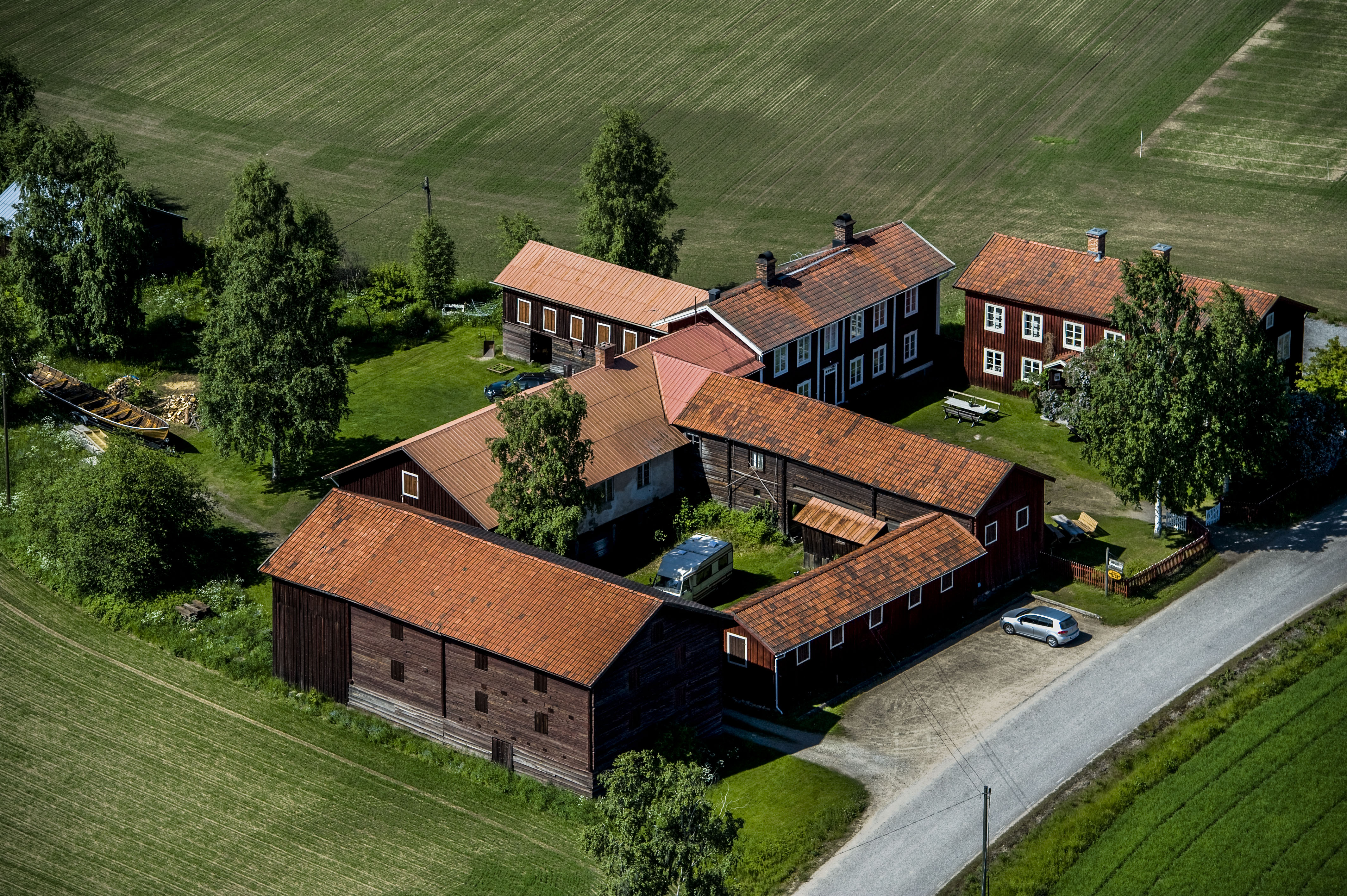
Gästgivars vista aérea

A las fincas pertenecían también una gran cantidad de dependencias, libremente colocadas fuera del patio. Cada edificio tenía su propia función. Hórreos para almacenar víveres, graneros, herrerías, lavaderos, secaderos para granos y otros víveres, cuadras y establos, todos juntos eran una granja del sistema arcaico de edificios individuales, los cuales fueron reemplazados al final del siglo XIX por las grandes dependencias con una variedad de funciones bajo el mismo techo, edificios multifuncionales. Las fincas a menudo tienen una afiliación a otros edificios, como por ejemplo fincas anejas, molinos, talleres a fuerza hidráulica, y apriscos los cuales en su totalidad dan una imagen de la cultura de las fincas de Hälsingland. Las fincas también han ocupado las estructuras de aldea arcaicas con sus raíces en la Edad del Hierro, de hecho se han encontrado más de 3000 enterramientos de esa época en la zona, y que solo han sido parcialmente partidas de sus delimitaciones originales durante las parcelaciones del siglo XIX.

## Nominación como Patrimonio de la Humanidad
Hoy en día existen alrededor 1000 granjas de Hälsingland en la provincia con sus valores histórico-culturales intactos. Algunas de ellas han sido elegidas como Patrimonio de la Humanidad de Unesco en 2012.
| Código   | Nombre      | Lugar    | Municipio |
| -------- | ----------- | -------- | --------- |
| 1282-001 | Kristofers  | Stene    | Ljusdal   |
| 1282-002 | Gästgivars  | Vallsta  | Bollnäs   |
| 1282-003 | Pallars     | Långhed  | Ovanåker  |
| 1282-004 | Jon-Lars    | Långhed  | Ovanåker  |
| 1282-005 | Bortom åa   | Fågelsjö | Ljusdal   |
| 1282-006 | Bommars     | Letsbo   | Ljusdal   |
| 1282-007 | Erik-Anders | Asta     | Söderhamn |

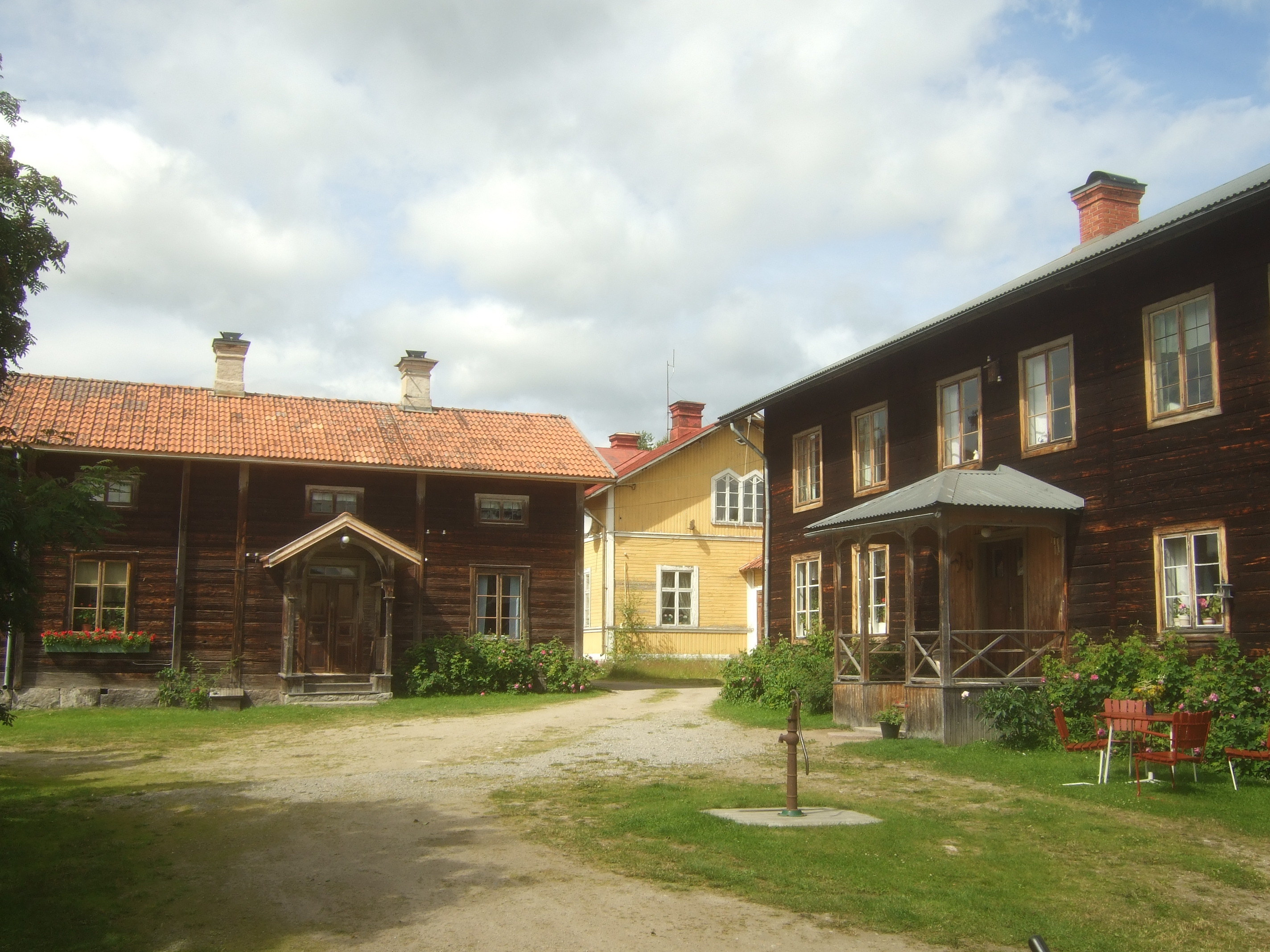
Bommars
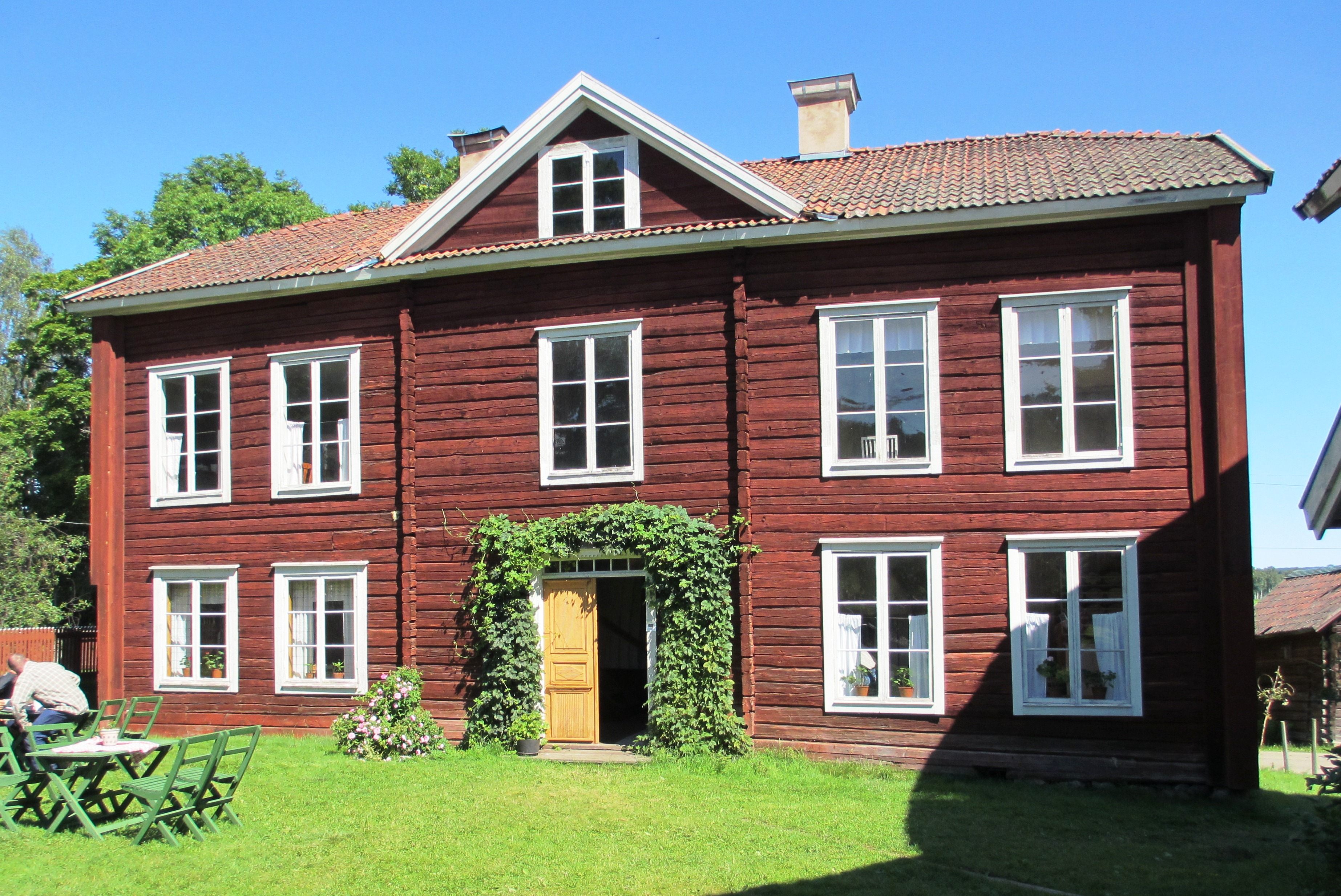
Erik-Anders
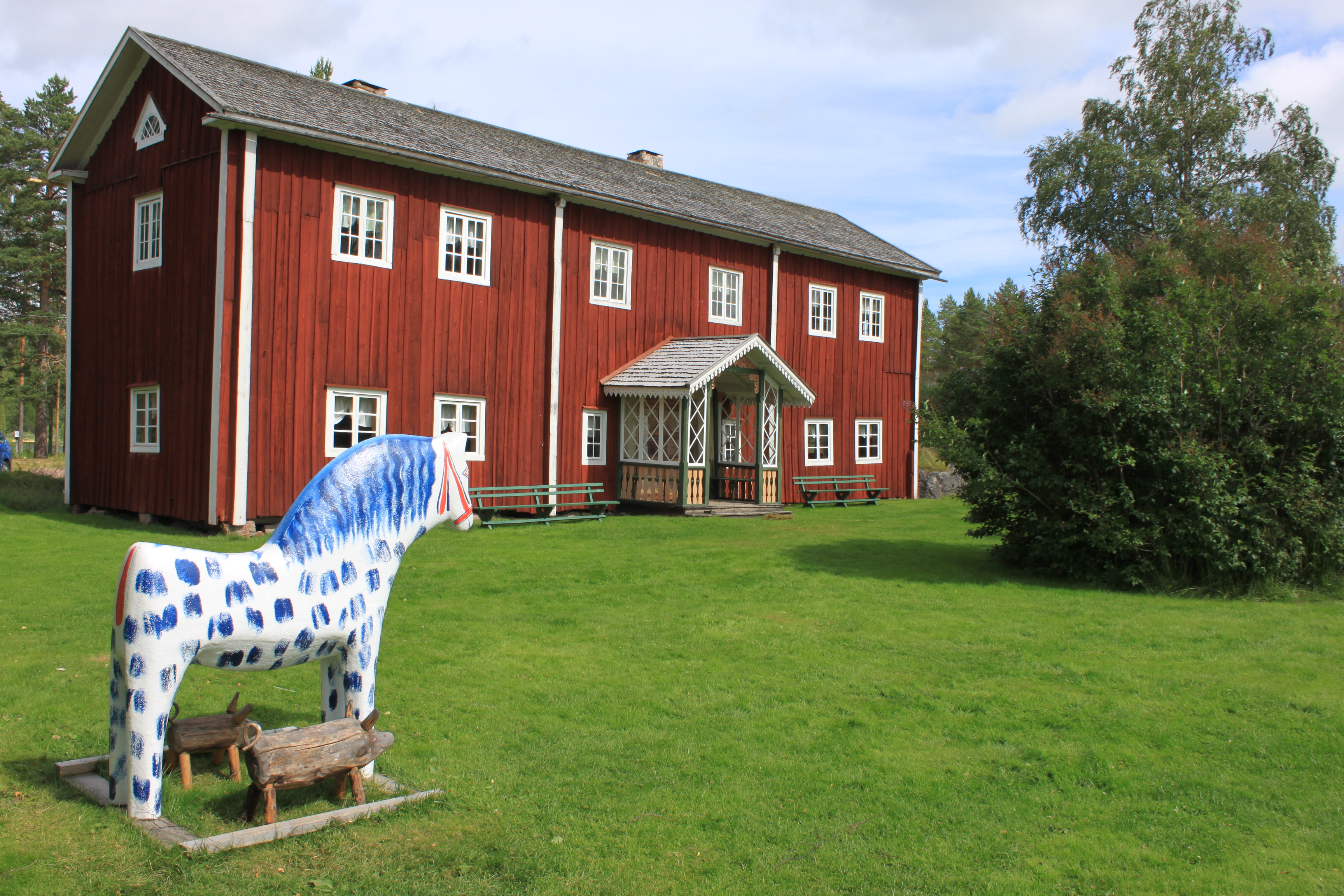
Fågelsjö Gammelgård
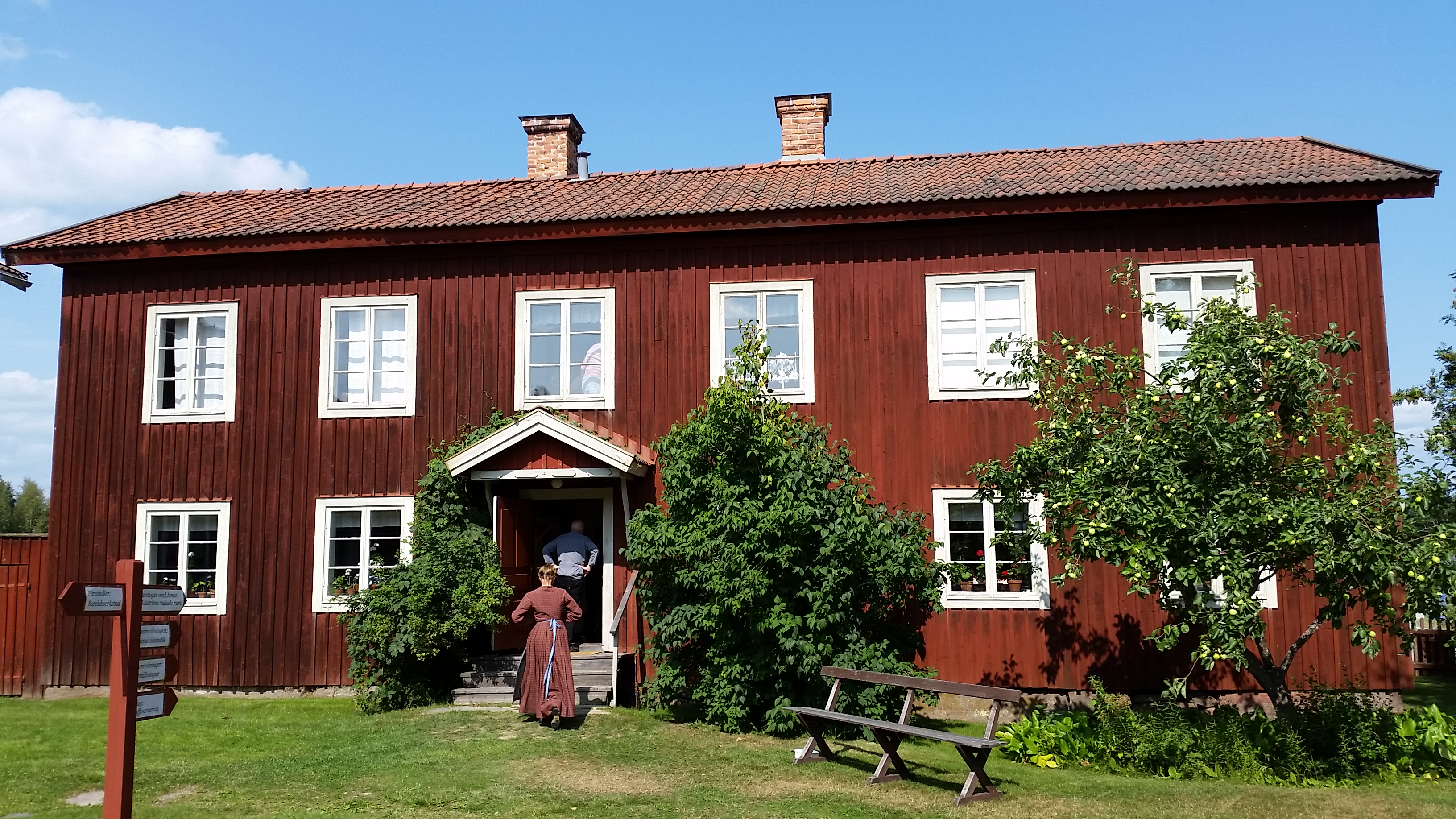
Gästgivars
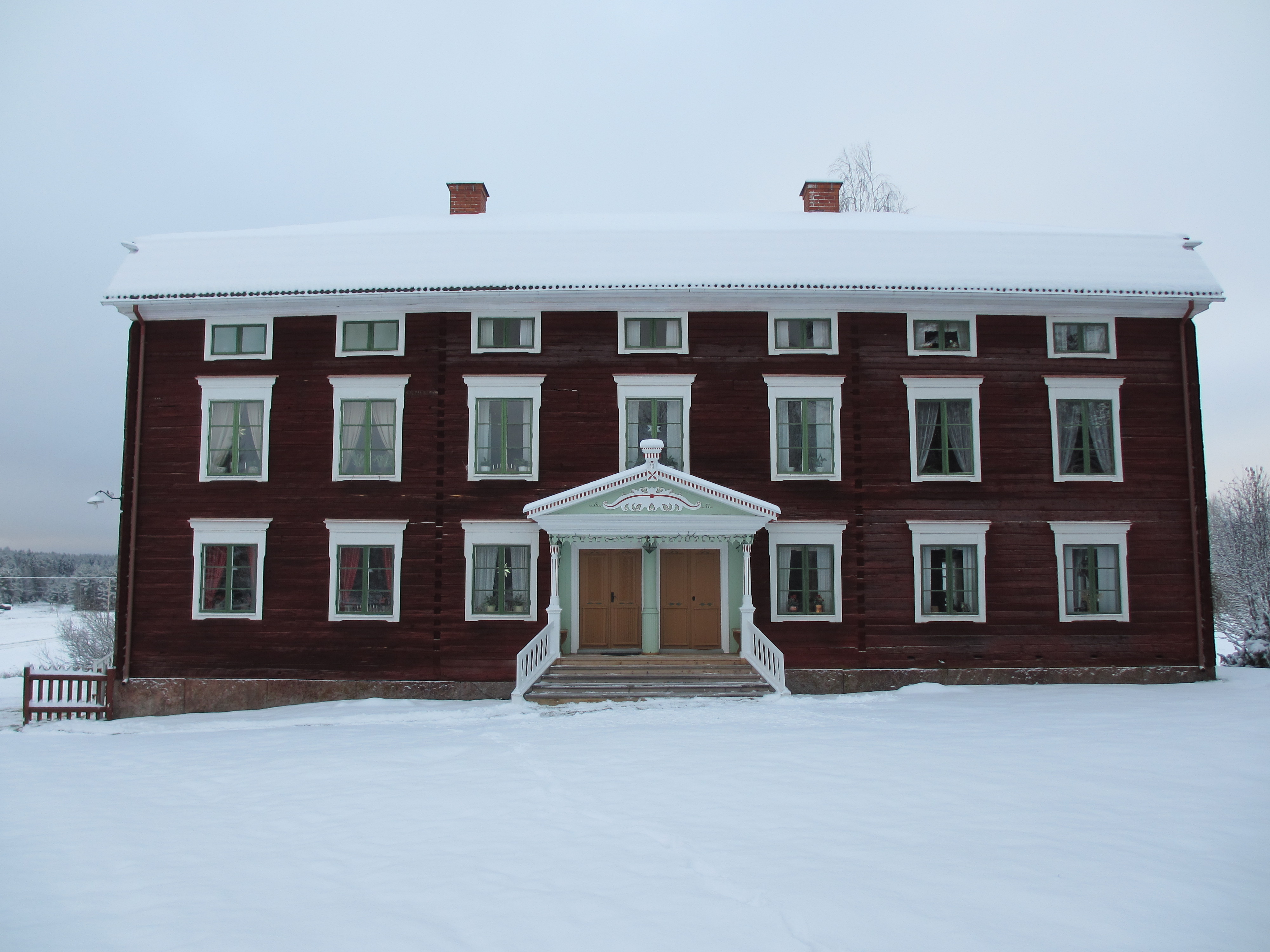
Jon-Lars
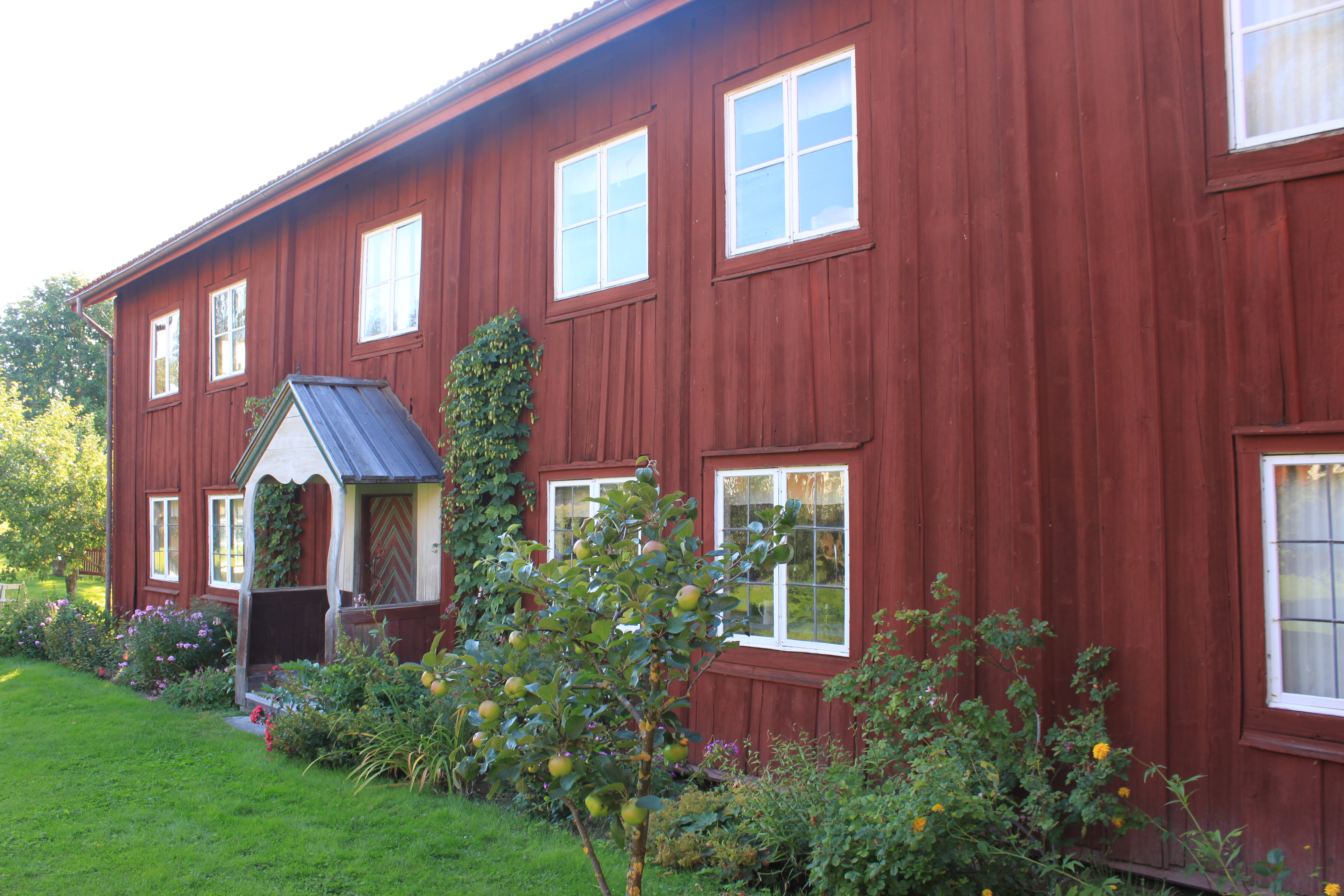
Kristofers
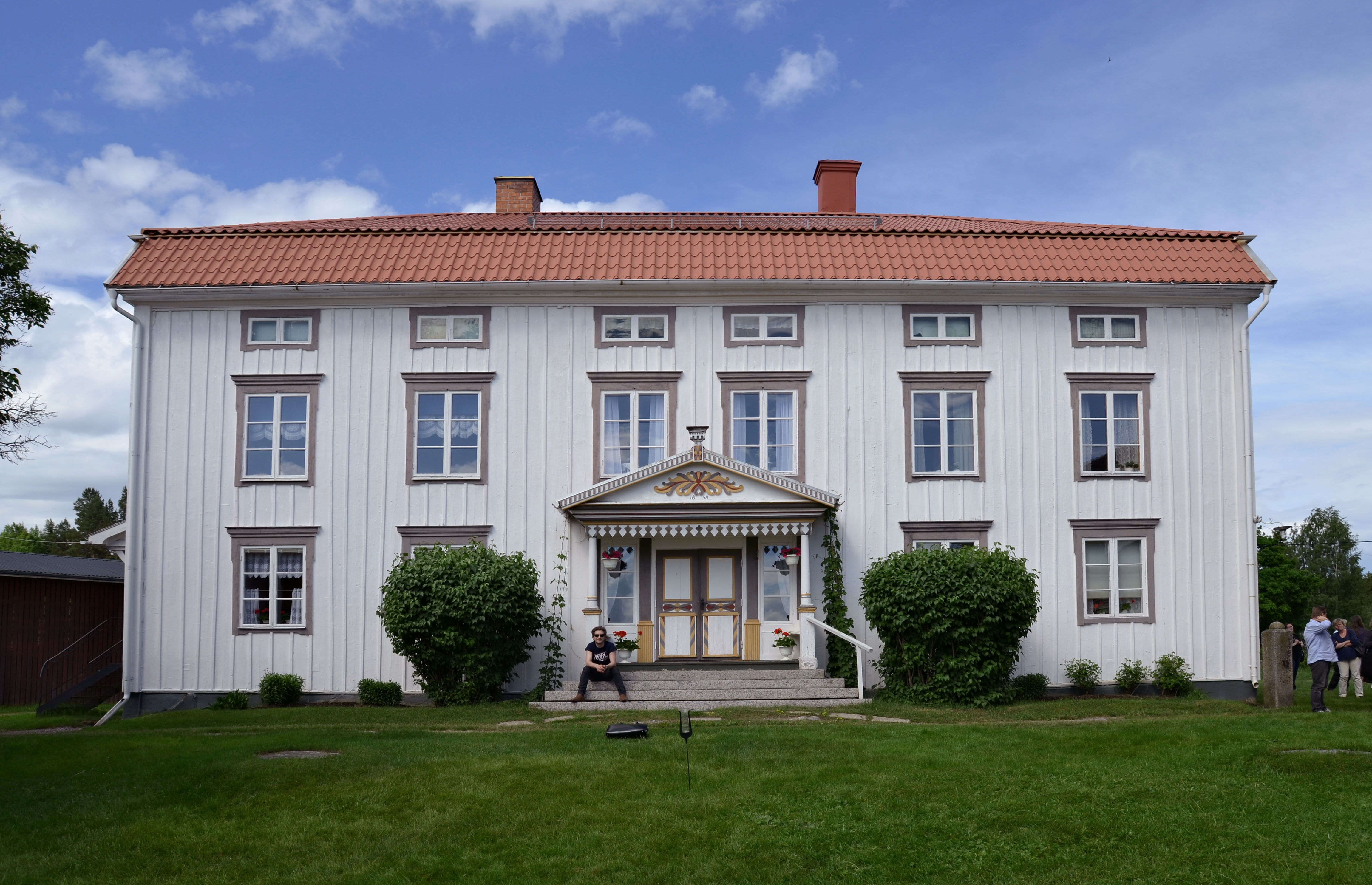
Pallars